# Józef Krasny
Józef Krasny, ros. Юзеф Яковлевич Красный (ur. 25 listopada 1887 r. w Warszawie, zm. 5 lutego 1932 r. w Moskwie) – polski działacz rewolucyjny i komunistyczny, funkcjonariusz sowieckich służb specjalnych.

## Życiorys
Urodził się pod nazwiskiem Rotstadt. Podczas rewolucji 1905 r. został aresztowany i uwięziony za udział w politycznej demonstracji. W 1905 r. wstąpił do Socjaldemokracji Królestwa Polskiego i Litwy (SDKPiL). Występował pod pseudonimem „Makowski”. Prowadził działania organizatorskie i agitacyjne. Współuczestniczył w wydawaniu rewolucyjnych pism. W grudniu 1906 r. został aresztowany podczas nielegalnej konferencji SDKPiL i Bundu. Jesienią 1908 r. po procesie skazano go na karę 6 lat katorgi. W 1913 r. zesłano go do guberni irkuckiej. W 1914 r. zbiegł za granicę. Ukrywał się na Śląsku i Austrii. Po powrocie do Warszawy w 1915 r., wszedł w skład kierownictwa SDKPiL. Do 1916 r. redagował partyjny organ prasowy „Nasza Trybuna”. Po aresztowaniu przez Niemców osadzono go w obozach w Havelbrgu, a następnie Modlinie. W grudniu 1918 r. uczestniczył w zjeździe założycielskim SDKPiL i PPS-Lewica w Komunistyczną Partię Robotniczej Polski. Reprezentował KPRP w Radzie Delegatów Robotniczych w Zagłębiu Dąbrowskim. Po utworzeniu Węgierskiej Republiki Rad w marcu 1919 r., przybył na Węgry jako oficjalny przedstawiciel KPRP. Po jej upadku wyjechał do Wiednia, gdzie redagował polskie pismo komunistyczne „Świt”. Następnie kierował Południowo-Wschodnim Biurem Kominternu z siedzibą w Wiedniu. Jednocześnie kierował rezydenturą CzeKa i Razwiedupra w Wiedniu. Od 1921 r. pełnił funkcję rezydenta połączonej rezydentury CzeKa w krajach Europy Wschodniej i na Bałkanach. W 1922 r. wraz z żoną Jeleną Krasną został aresztowany w Czechosłowacji. Po wypuszczeniu na wolność wyjechał do Rosji Sowieckiej. Jego kandydaturę jako ambasadora sowieckiego przedstawiono władzom Wielkiej Brytanii, ale została odrzucona. Od 1923 r. kierował biblioteką Akademii Socjalistycznej w Moskwie. Następnie pełnił funkcję sekretarza organizacyjnego Międzynarodowej Rady Chłopskiej. Z jej ramienia tajnie jeździł na Bałkany. Kolejnym etapem jego kariery zawodowej była praca w wydawnictwie Narkomzema. W 1925 r. został sekretarzem polskiej komisji Istparta.

## Wybrane publikacje
- Na dwulecie sowjeckiej Rosji : (7.XI.1917-7.XI.1919), Wiedeń 1919.
- Na Syberji: dziewięć listów zesłańca, Wiedeń 1922.
- Lenin: zarys życia i działalności, Moskwa: "Trybuna" 1924.
- 1905 rok w Polsce: łódzkie powstanie zbrojne w czerwcu 1905 roku, oprac. i wstępem opatrzył J. Krasny, Moskwa: Centralne Wydaw. Ludów SSSR 1925.
- 1905 rok w Polsce: zbiór artykułów, pod red. J. Krasnego, Moskwa: Centralne Wydawnictwo Ludów SSSR 1926.
- Materjały do dziejów ruchu socjalistycznego w Polsce, t. 1: Socjaldemokracja Królestwa Polskiego i Litwy. Cz. 1, 1893-1903, pod red. J. Krasnego, Moskwa: Centralne Wydawnictwo Ludów ZSRR 1927.
- Materjały do dziejów ruchu socjalistycznego w Polsce, t. 2: Socjaldemokracja Królestwa Polskiego i Litwy. Cz. 2, 1904-1905,  ułożyła N. Millerowa, pod red. J. Krasnego, Moskwa: Centralne Wydawnictwo Ludów ZSRR 1927.